# Darwinia polycephala
Darwinia polycephala là một loài thực vật có hoa trong Họ Đào kim nương. Loài này được Gardner mô tả khoa học đầu tiên năm 1924.